# Litovoi
Litovoi ou Litivoï , également Litvoy, est un  voïvode valaque du XIIIe siècle qui contrôlait un territoire comprenant le nord de l'Olténie  dans la future principauté de Valachie (Roumanie).
Litivoi est mentionné pour la première fois dans un diplôme délivré par le roi Béla IV de Hongrie le 2 juillet 1247. Cet acte accorde des domaines aux hospitaliers dans le Banat de Severin et le diocèse de Coumanie, à l'exception des domaines du Cnésat du voïvode Litovoi, dont le pouvoir semble avoir été centré à Târgu Jiu dans la vallée de la rivière Jiu que le roi laisse aux Valaques comme ils l'avaient tenu.
Le diplôme royal se réfère également aux  kenazate de Farcaş, sans doute dans l'ouest de la Munténie, de Ioan et d'un certain voïvode Seneslau. Bien que les noms de Litovoi et de Seneslau soient d'origine slave il est expressément indiqué dans l'acte royal qu'ils étaient valaques (Olati).
Un historien, bulgare Vasil Zlatarski, s'appuyant sur une information de Rashid al-Din avance l'hypothèse que la voïvodie de Litovoi aurait été sous la suzeraineté du Second Empire Bulgare. Il semble toutefois que Litovoi était le plus puissant des seigneurs locaux car ses territoires étaient exclus de la donation aux chevaliers hospitaliers, mais la moitié des taxes royales perçues sur ses domaines (terra Lytua) était assignée aux Hospitallers – à l'exception du revenu du district de Haţeg (terra Harszoc dans le diplôme qui est uniquement connu par une copie conservée dans les archives de la papauté), que le roi Hongrois gardait pour lui-même. Selon l'historien roumain Ioan Aurel Pop, le roi avait saisi Haţeg à Litovoi peu avant 1247.
Une trentaine d'années plus tard, en 1277 (ou entre 1277 et 1280), Litovoi est en guerre contre les Hongrois du roi Ladislas IV de Hongrie qui réclame un tribut dont Litovoi refuse de s'acquitter. Litovoi est tué lors d'un combat. Cet évènement est relaté dans un acte de donation royal du 8 janvier 1285, dans lequel Ladislas IV accorde des villages dans le comté de Sáros (actuellement en Slovaquie) à Maître Georges, fils de Simon, qui avait été envoyé combattre contre Litovoi.
Ioan Aurel Pop estime que le Litovoi mentionné dans le diplôme de 1247 ne peut être identique avec celui évoqué dans la donation de 1285, et que le second était plus probablement le fils et successeur du premier.

## Sources
- (en) Cet article est partiellement ou en totalité issu de l’article de Wikipédia en anglais intitulé « Litovoi » (voir la liste des auteurs).
- (en) Georgescu, Vlad (Auteur) – Calinescu, Matei (Éditeur) – Bley-Vroman, Alexandra (Traducteur): The Romanians – A History; Ohio State University Press, 1991, Columbus;  (ISBN 0-8142-0511-9).
- (en) Makkai, László: From the Hungarian conquest to the Mongol invasion; in: Köpeczi, Béla  – Makkai, László; Mócsy, András; Szász, Zoltán (Editors) – Barta, Gábor: History of Transylvania - Volume I: From the beginnings to 1606; Akadémiai Kiadó, 1994, Budapest;  (ISBN 963-05-6703-2).
- (en) Pop, Ioan Aurel: Romanians and Romania: A Brief History; Columbia University Press, 1999, New York;  (ISBN 0-88033-440-1).
- (en) Vásáry, István: Cumans and Tatars: Oriental Military in the Pre-Ottoman Balkans, 1185-1365; Cambridge University Press, 2005, Cambridge;  (ISBN 0-521-83756-1).
- Златарски, Васил. История на българската държава през средните векове. Том III. Второ българско царство. България при Асеневци (1187—1280), София 1940.
- Коледаров, Петър. Политическа география на средновековната българска държава, Втора част (1186–1396), София 1989